# Майданюк Володимир Павлович
Володи́мир Па́влович Майданю́к — полковник медичної служби, заслужений лікар України.
Начальник Військово-медичного клінічного центру Південного регіону з 2005 по 2015 рік.

## Відзнаки та нагороди
- орденом «За заслуги» III ступеня — За особисту мужність і героїзм, виявлені у захисті державного суверенітету та територіальної цілісності України, вірність військовій присязі під час російсько-української війни (2015).[2]
- медаллю За бездоганну службу III ступеня[3]